# Абрамович, Генрих Наумович
Генрих Наумович Абрамо́вич (1 мая 1911, Варшава — 27 марта 1995, Москва) — советский учёный в области теоретической и прикладной газовой динамики.

## Биография
Родился 1 мая 1911 года в Варшаве (ныне Польша) в семье студента Варшавского политехнического института Наума Моисеевича Абрамовича, мама работала фельдшером-акушеркой. В молодости отец увлёкся революционной деятельностью, подвергался арестам, высылался, сидел в тюрьме (по семейной легенде, в одной камере с Г. М. Кржижановским).
Дед по отцу происходил из потомственных ремесленников, живших в Севастополе, был известным в Севастополе шапочником. Дед по материнской линии отслужил 25-летнюю военную службу, во время службы играл на кларнете в военных оркестрах, в том числе — в царском оркестре при Ливадийском дворце, затем — был руководителем оркестра Павлоградского гусарского полка и был записан купцом 3-й гильдии.
Летом 1915 года в связи с угрозой немецкой оккупации Варшавы семья эвакуировалась из Польши, отец уехал доучиваться в Императорское Техническое училище в Москву, мама с сыном — в Севастополь. Генрих окончил подготовительный класс севастопольской гимназии. Осенью 1917 года семья воссоединилась в Москве.
В 1919 году поступил в московскую 23-ю школу второй ступени. В 1922 году перешёл в Первую опытно-показательную школу МОНО. Впоследствии с благодарностью вспоминал своих учителей: В. И. Волынскую (директор), М. С. Ершова (история), В. С. Хрянина (русский язык и литература), И. И. Шверблюма (химия), В. Г. Чичигина (математика), В. А. Киселёва (физика), В. С. Левицкого (черчение), Давыдова (рисование), Д. И. Мачикину.
Учился также в музыкальном училище имени А. Н. Скрябина (ныне Академическое музыкальное училище при Московской консерватории) по классу А. В. Александрова.
В 1929 году поступил в МВТУ на теплотехническое отделение строительного факультета, в связи с реформой МВТУ в 1930 году, продолжил обучение в МИСИ, созданном на базе строительного факультета МВТУ. Во время учёбы познакомился с преподававшем в МИСИ В. И. Поликовским, работавшим также в ЦАГИ. В 1932 году по рекомендации Поликовского Г. Абрамович был принят на работу в ЦАГИ.
Окончил МИСИ в 1932 году. Профессор (1939), доктор технических наук (1939)
Один из ведущих специалистов ЦАГИ (1933—1944), инженер (с 1938 года), заместитель начальника экспериментального отдела (1938—1942), начальник аэродинамической лаборатории (1942—1944). Доктор технических наук (1939). Один из руководителей проектов больших аэродинамических труб ЦАГИ (1934—1939), предложил и обосновал проекты околозвуковых и сверхзвуковых аэродинамических труб большой мощности с закрытой рабочей частью и переменным давлением (1936—1940).
По настоянию И. Ф. Петрова освоил управление самолётом У-2 и совершал на нём полёты.
Вёл практические занятия по теоретической механике в МИСИ (1932), читал лекции по промышленной аэродинамике (1933). Преподавал в МАИ (1939—1991), профессор (1945), заведующий кафедрой теории воздушно-реактивных двигателей (1962—1982), гнс (1991—1995).
В феврале 1944 года был назначен заместителем директора Института реактивной авиации (НИИ-1), созданного в связи с закрытием РНИИ и отстранением от работ по реактивной технике А. Г. Костикова.
В составе советских делегаций выезжал в Германию весной 1945 года для отбора материалов в связи с изучением и освоением немецкой реактивной техники, был руководителем группы специалистов НИИ-1, входивших в комиссию Министерства авиационной промышленности.
В начале 1945 года из НИИ-1 Минавиапрома был приглашён в ЦИАМ (по совместительству) В. И. Поликовским для организации исследований в области аэрогазодинамики двигателей. Руководил научным семинаром.
Оставался начальником организованной им ранее лаборатории газовой динамики в НИИ-1 (до 1952 года), одновременно читал курс лекций по гидрогазодинамике в МАИ.
Принял предложение Т. М. Мелькумова возглавить научное руководство лаборатории горения ЦИАМ’а и покинул НИИ-1. С 1948 года оставался в ЦИАМ’е в качестве совместителя (сотрудничал до своей кончины), а штатным профессором стал в МАИ.
Преподавал на физико-техническом факультете Московского университета (1946—1951).
Член Национального комитета СССР по теоретической и прикладной механике с 1976 года.
Подготовил более 50 кандидатов и 20 докторов наук.
Умер 27 марта 1995 года. Похоронен в Москве на Кунцевском кладбище.

## Научные интересы
Основные работы в области турбулентных течений. Разрабатывал (с 1939) основы газовой динамики прямоточного воздушно-реактивного двигателя при дозвуковых скоростях. Создал (1942) теорию центробежной форсунки, получившую применение при проектировании и создании реактивных двигателей.

## Семья
- жена — Мария Алексеевна Бобылёва (1911—2001), сотрудник ЦАГИ
  - дочь — Регина, редактор экономической литературы
  - сын — Виктор (1946—2001), инженер, работал в КБ по газовой аппаратуре
    - внук — Антон, сыграл в фильме «Спасите наши души» (1987).

## Интересные случаи
Учительница на уроке природоведения объяснила, что в холодной воде сахар растворится медленнее, чем в горячей, и для примера бросила в стакан с холодной водой и в стакан с горячей водой на своём столе по куску сахара, после чего прошла к задним партам. Сидевший за партой перед учительским столом Генрих Абрамович схватил сахар из стакана с холодной водой и быстро его съел. Вернувшись к своему столу учительница обнаружила, что в холодной воде сахар растворился, а в горячей — едва начал таять и… решила повторить опыт.

## Награды и премии
- премия имени Н. Е. Жуковского третьей степени (1940) — за работу «Турбулентные свободные струи жидкостей и газов»
- Сталинская премия второй степени (1943) — за создание новой аппаратуры для целей испытания в области самолётостроения (введена в эксплуатацию аэродинамическая труба Т-106 на новой территории ЦАГИ)
- заслуженный деятель науки и техники РСФСР (1972)
- орден Трудового Красного Знамени
- орден «Знак Почёта»
- медали